# الدخل الشخصي في الولايات المتحدة
الدخل الشخصي هو إجمالي أرباح الفرد من الأجور، وفوائد الاستثمار ومصادر أخرى. أفاد مكتب إحصاءات العمل عن متوسط دخل شخصي أسبوعي قدره 1037 دولارًا للعاملين بدوام كامل في الربع الأول من عام 2022. قدر مكتب تعداد الولايات المتحدة متوسط الأرباح السنوية الذي بلغ 41,535 دولارًا أمريكيًا في عام 2020 للعمال الذين تزيد أعمارهم عن 15 عامًا ممن لديهم أرباح؛ و56,287 دولارًا أمريكيًا في عام 2020 لأولئك الذين عملوا بدوام كامل على مدار السنة. 
تتضح أنماط الدخل على أساس العمر، والجنس، والعرق والخصائص التعليمية. كان حوالي نصف الحاصلين على درجات جامعية من بين أعلى 15% من أصحاب الدخل في البلاد في عام 2005. تراوح متوسط الدخل الشخصي ب 3,317 دولارًا أمريكيًا للنساء الأمريكيات الآسيويات المتزوجات العاطلات عن العمل و55,935 دولارًا أمريكيًا لكل رجل أمريكي آسيوي يعمل بدوام كامل على مدار العام؛ وذلك من بين التركيبة السكانية المختلفة (الجنس، والحالة الاجتماعية، والعرق) لمن تزيد أعمارهم عن 18 عامًا. ذكر تعداد الولايات المتحدة أن الرجال يميلون إلى الحصول على دخل أعلى من النساء؛ وذلك في حين أن الآسيويين والبيض يكسبون أكثر من الأمريكيين الأفارقة والهسبان.

## إحصاءات الدخل
إن أكثر إحصاءات الدخل الشخصي انتشارًا في الولايات المتحدة هي إحصاءات الدخل الشخصي لمكتب التحليل الاقتصادي ودخل الفرد المالي لمكتب التعداد. تنبع الإحصائيتان من تقاليد مختلفة للقياس، وهما الدخل الشخصي من الحسابات الاقتصادية الوطنية والدخل النقدي من الدراسات الإستقصائية الأسرية. تربط إحصائيات مكتب التحليل الاقتصادي الدخل الشخصي بمقاييس الإنتاج، بما في ذلك الناتج المحلي الإجمالي، وتُعتبر مؤشرًا على إنفاق المستهلكين. توفر إحصائيات مكتب التعداد تفاصيل حول توزيع الدخل والتركيبة السكانية، وتستخدم لإنتاج إحصاءات الفقر الرسمية للدولة.

### الدخل الشخصي والدخل الشخصي المتاح
يقيس الدخل الشخصي لمكتب التحليل الاقتصادي الدخل الذي يحصل عليه الأشخاص من المشاركة في الإنتاج، ومن التحويلات الحكومية والتجارية، ومن حيازة الأوراق المالية التي تحمل فوائد وأسهم الشركات. يشمل الدخل الشخصي أيضًا الدخل الذي تحصل عليه المؤسسات غير الربحية التي تخدم الأسر، وصناديق الرعاية الاجتماعية الخاصة غير المؤمّنة، والصناديق الاستئمانية الخاصة. ينشر مكتب التحليل الاقتصادي أيضًا الدخل الشخصي المتاح؛ والذي يقيس الدخل المتاح للأسر بعد دفع ضرائب الدخل الحكومية الفدرالية والولائية والمحلية.
يولَّد الدخل من الإنتاج من خلال عمل الأفراد (في شكل أجور ورواتب ودخل المالكين مثلًا)؛ ومن خلال رأس المال الذي يمتلكونه (في شكل دخل إيجار للأشخاص). يُستبعد الدخل الذي لم يُحقق من الإنتاج في الفترة الحالية، مثل مكاسب رأس المال، والتي تتعلق بالتغيرات في سعر الأصول بمرور الوقت.
تعد تقديرات الدخل الشخصي الشهرية لمكتب التحليل الاقتصادي أحد مؤشرات الاقتصاد الكلي الرئيسية العديدة التي يأخذها المكتب الوطني للبحوث الاقتصادية في الاعتبار عند تأريخ دورة الأعمال.
يُقدَّم الدخل الشخصي والدخل الشخصي المتاح في شكل إحصاءات إجمالية وإحصاءات لنصيب الفرد. يُصدر مكتب التحليل الاقتصادي تقديرات شهرية للدخل الشخصي للأمة، وتقديرات ربع سنوية للدخل الشخصي للولاية، وتقديرات سنوية للدخل الشخصي في المنطقة المحلية. يمكن العثور على مزيد من المعلومات على موقع مكتب التحليل الاقتصادي.

### الدخل النقدي للتعداد
يجمع مكتب التعداد بيانات الدخل في العديد من الاستقصائات الإحصائية الرئيسية، بما في ذلك الملحق الاجتماعي والاقتصادي السنوي لاستقصاء السكان الحالي، واستقصاء الدخل والمشاركة في البرامج، واستقصاء المجتمع الأمريكي. تعد استراتيجية استقصاء السكان الحالية مصدر التقديرات الوطنية الرسمية للفقر؛ والمصدر الأكثر انتشارًا لتقديرات الدخل السنوي للأسرة في الولايات المتحدة.
يُعرَّف مقياس استقصاء السكان الحالي للدخل النقدي على أنه إجمالي الدخل النقدي قبل الضريبة الذي يتلقاه الأشخاص على أساس منتظم، باستثناء مدفوعات مبلغ مقطوع معين واستبعاد مكاسب رأس المال.
يُصدر مكتب التعداد تقديرات بديلة للدخل والفقر بناءً على تعريفات موسعة للدخل، والتي تشمل العديد من مكونات الدخل هذه غير المدرجة في الدخل النقدي.
يُصدر مكتب التعداد تقديرات للدخل المالي للأسرة كدخل متوسط، وتوزيعات النسبة المئوية حسب فئات الدخل، وعلى أساس نصيب الفرد من الدخل. تُعد التقديرات متاحة حسب الخصائص الديموغرافية لأرباب المنازل وتكوين الأسر. يوجد المزيد من التفاصيل حول مفاهيم ومصادر الدخل على موقع مكتب التعداد.

## حسب التحصيل العلمي
يؤثر مجال الدراسة تأثيرا كبيرا على الأرباح المحتملة، وكلما زاد تفصيل التعليم، زاد الفرق. على سبيل المثال: أفادت الدراسة الاستقصائية للمجتمعات الأمريكية في 15-2013 أن متوسط دخل العمال الذين تتراوح أعمارهم بين 25-34 من 24,030 دولاراً لدرجات البكالوريوس في الآداب والعلوم الإنسانية إلى 68,134 دولاراً لدرجات البكالوريوس في الهندسة. وجد تقرير صدر عام 2011 عن جامعة جورج تاون عن العاملين بدوام كامل أن متوسط الدخل للتخصصات المحددة يتراوح من 29000 دولار لعلم النفس الاستشاري إلى 120.000 دولار لهندسة النفط.

## توزيع الإيرادات
ومن بين الأفراد ذوي الدخل الذين تزيد أعمارهم عن 15 سنة، كان دخل 50% منهم يبلغ أقل من 000 30 دولار تقريباً، بينما كان الدخل أعلى بنسبة 10% يتجاوز 000 95 دولار سنويا في عام 2015. ويختلف توزيع الدخل بين الأفراد اختلافا كبيرا عن دخل الأسرة المعيشية حيث أن 39 في المائة من جميع الأسر المعيشية لديها دخلان أو أكثر. ونتيجة لذلك؛ فإن دخل 25٪ من الأسر يزيد عن 100000 دولار، على الرغم من أن دخل 9.2٪ فقط من الأمريكيين تجاوز 100000 دولار في عام 2010.

## حسب العرق والأصل
تباين الدخل الشخصي بشكل كبير مع الخصائص العرقية للفرد مع استمرار ركود التناقضات العرقية إلى حد كبير منذ عام 1996. حصل الأمريكيون الآسيويون بشكل عام على متوسط دخل شخصي أعلى من أي ديموغرافية عرقية أخرى. كان متوسط دخل الأمريكيين الآسيويين أعلى بحوالي 10% من دخل البيض. كان الاستثناء الوحيد بين حملة الشهادات العليا الذين يشكلون 8.9% من السكان. امتلك أولئك الذين حُدِّدوا على أنهم بيض أعلى متوسط دخل فردي، من بين أولئك الحاصلين على درجة الماجستير أو المهنية أو الدكتوراه. كانت فجوة الدخل العرقية صغيرة نسبيًا.
يمتلك أولئك الذين يُعرفون بأنهم من أصل لاتيني أو هسباني (والذين قد يكونون من أي عرق) أدنى متوسط دخل شخصي عام، إذ يكسبون بنسبة 28.51% أقل من البيض و35% أقل من الأمريكيين الآسيويين. كانت ثاني أكبر فجوة عرقية أو إثنية بين البيض والأمريكيين من أصل أفريقي، فيكسب الأول بنسبة تبلغ حوالي 22% أكثر من الثاني، فيمكن للشخص حينها أن يلاحظ وجود تباين كبير مع متوسط الدخل للآسيويين والبيض، ودخل الأمريكيين من أصل أفريقي، والمنحدرين من أصل هسباني.
ظلت فجوة العرق بين الأمريكيين من أصل أفريقي والبيض متساوية تقريبًا بشكل عام بين كلا العرقين على مدار العقد الماضي. شهد كلا العرقين زيادة في متوسط الدخل بين عامي 1996 و2006؛ إذ تجاوز نمو الدخل بين الأمريكيين من أصل أفريقي بشكل طفيف نمو دخل البيض. كان متوسط دخل البيض أعلى بنسبة 5,957 دولارًا (%31) من متوسط دخل السود في عام 1996. كانت الفجوة في متوسط الدخل في عام 2006 متطابقة تقريبًا مع متوسط الدخل للبيض الذي يبلغ 5,929 دولارًا (%22) أعلى من متوسط دخل الأمريكيين من أصل أفريقي. انخفض الفرق في النسبة المئوية بين العرقين نتيجة للزيادات المتبادلة في متوسط الدخل الشخصي، على الرغم من عدم تغير الفجوة من الناحية العددية. 
يعد قياس الدخل من خلال نصيب الفرد طريقة أخرى للنظر إلى المكاسب الشخصية حسب العرق. تتأثر إحصاءات نصيب الفرد بالدخل المرتفع والمنخفض للغاية على عكس الإحصاءات الوسيطة. قال مكتب التعداد الأمريكي: «بلغ نصيب الفرد من الدخل لإجمالي السكان 26,964 دولارًا أمريكيًا في عام 2008، و31,313 دولارًا أمريكيًا للبيض غير الهسبان، و18,406 دولارًا أمريكيًا للسود، و30,292 دولارًا أمريكيًا للآسيويين، و15,674 دولارًا أمريكيًا للهسبان».